# Titan (satelit)
Titan (sau Saturn VI) este cel mai mare satelit al planetei Saturn. Acesta este singurul satelit natural cunoscut care are o atmosferă densă, și singurul corp ceresc, altul decât Pământul, pentru care există o dovadă clară că are o suprafață lichidă.
Titan este al șaselea satelit sferoidal al planetei Saturn. Adesea descris ca o planetă-satelit, Titan are un diametru cu aproximativ 50 % mai mare decât al Lunii, satelitul Pământului, și este cu 80 % mai masiv. Acesta este al doilea satelit ca mărime din Sistemul Solar, după Ganymede, satelitul lui Jupiter, și este mai mare ca volum față de cea mai mică planetă din Sistemul Solar, Mercur, deși doar pe jumătate ca masă. Accelerația gravitațională de la suprafață (0,14g) este ceva mai mică decât cea lunară (0,17g). Titan a fost primul satelit cunoscut al lui Saturn, fiind descoperit în 1655 de către astronomul olandez Christiaan Huygens, și a fost al cincilea satelit al unei planete în afară de Pământ care a fost descoperit de către oameni.
Titan este format în principal din apă înghețată și rocă. La fel ca și în cazul planetei Venus înainte de era spațială, atmosfera densă și opacă a împiedicat studiul suprafeței lui Titan. În prezent există informații suficiente despre suprafața satelitului odată cu sosirea misiunii Cassini-Huygens în 2004, care a descoperit inclusiv lacuri de hidrocarburi lichide în regiunile polare ale satelitului. Suprafața este tânără din punct de vedere geologic, dar au fost descoperite și câteva cratere de impact. Suprafața conține mai mulți munți și câțiva posibili criovulcani, dar este în general netedă. La ecuator se mai găsesc deșerturi cu dune de nisip, în care „nisipul” este alcătuit din gheață.
Atmosfera lui Titan este compusă în mare parte din azot sub formă gazoasă; alte componente minore ducând la formarea de nori de metan și etan și de smog organic bogat în azot. Schimbările climatice, inclusiv vânt și ploaie, creează caracteristici similare cu cele de la suprafața Pământului, cum ar fi dune de nisip, râuri, lacuri, mări (probabil din metan și etan lichid) și delte, și este dominat de tipare meteorologice sezoniere similare celor de pe Pământ. Cu lichidele sale (atât de suprafață cât și subterane) și atmosfera robustă de azot, ciclul metanului de pe Titan este considerat a fi asemănător cu ciclul apei de pe Pământ, dar la o temperatură mult mai mică.
Se crede că acest satelit ar putea fi o posibila gazdă pentru viață extraterestră microbiană sau, cel puțin, un mediu prebiotic bogat în chimie organică complexă cu un posibil ocean lichid subteran care ar servi ca un mediu biotic.

## Descoperire și denumire

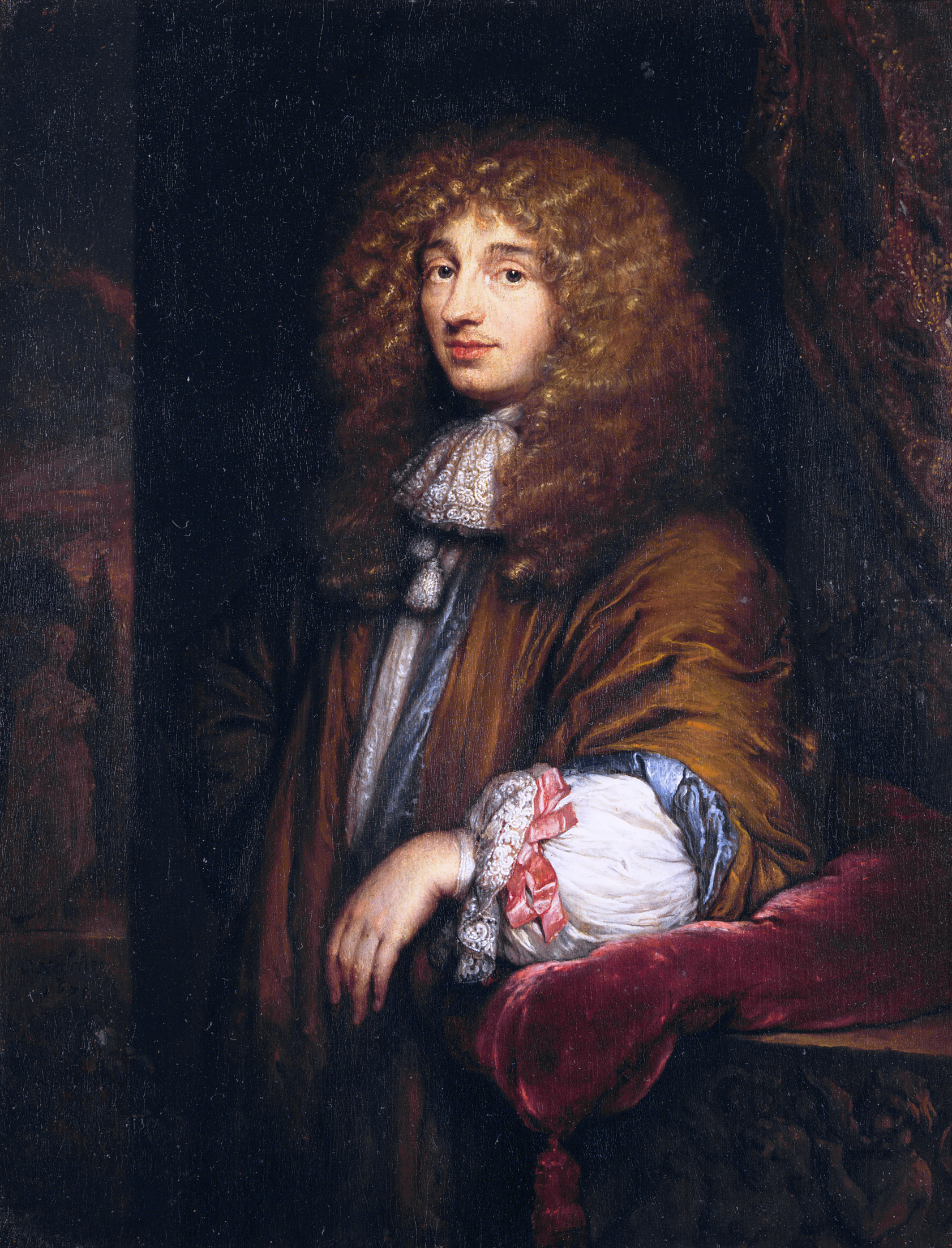
Christiaan Huygens descoperă satelitul Titan în 1655.

Titan a fost descoperit la 25 martie 1655 de către astronomul olandez Christiaan Huygens. Huygens a fost inspirat de descoperirea de către Galileo Galilei a patru sateliți ai planetei Jupiter în 1610 și a îmbunătățit tehnologia sa de construcție a unui telescop. Christiaan, cu ajutorul fratelui său Constantijn Huygens, Jr., a început să construiască telescoape în jurul anului 1650. Christiaan Huygens a descoperit acest satelit ce se rotește în jurul lui Saturn cu primul telescop pe care l-au construit.
El l-a numit simplu Saturni Luna (sau Luna Saturni, în latină cu sensul de „Luna lui Saturn”) în lucrarea sa publicată în 1655 De Saturni Luna Observatio Nova. După ce Giovanni Domenico Cassini și-a publicat descoperirile sale privind încă patru sateliți ai planetei Saturn în perioada 1673 -1686, astronomii au început să se refere la acestea ca Titan sau ca Saturn I până la V (cu Titan în poziția a patra). Alte epitete timpurii pentru Titan includ „un satelit obișnuit al lui Saturn”. Titan este numit oficial Saturn VI deoarece după noile descoperiri din 1789 schema de numerotare a fost înghețată pentru a se evita orice noi confuzii (Titan a mai fost botezat cu numerele II, IV și VI). Numeroși sateliți mici mai aproape de Saturn au fost descoperiți de atunci.
Numele Titan, la fel ca numele a toți cei șapte sateliți cunoscuți ai lui Saturn în acel moment, a fost dat de către John Herschel (fiul lui William Herschel, cel care a descoperit Mimas și Enceladus) în publicația sa din 1847 Results of Astronomical Observations Made at the Cape of Good Hope.
El a propus numele de Titani mitologici (greaca veche: Τῑτάν), surorile și frații lui Cronos, cel care a fost numit Saturn de către romani. În mitologia greacă, titanii erau o rasă de zeități puternice, fii lui Uranus și ai Gaiei, cei care au domnit în timpul legendarei Epoci de Aur.

## Orbita și rotația
Titan se rotește în jurul lui Saturn o dată la fiecare 15 zile și 22 ore terestre. Ca și Luna Pământului și mulți alți sateliți ai giganților de gaz, perioada sa orbitală este identică cu perioada de rotație; Titan fiind blocat mareic în rotație sincronă cu Saturn, și de aceea arată mereu aceeași față spre planetă. Din acest motiv, există un punct sub-saturnian pe suprafața sa în care planeta Saturn pare să stea direct deasupra capului. Longitudinile pe Titan sunt măsurate la vest de meridianul care trece prin acest punct. Excentricitatea sa orbitală este de 0,0288 și planul orbital este înclinat cu 0,348 grade în raport cu ecuatorul lui Saturn. Privit de pe Pământ, satelitul are o distanță unghiulară de aproximativ 20 de raze saturniene (în jur de peste 1,2 milioane de kilometri) față de Saturn și subscrie un disc de 0,8 secunde de arc în diametru.

Orbita lui Titan (evidențiată în roșu), alături de alți sateliți mari interiori ai lui Saturn. Sateliți în afara orbitei sale sunt (l-r) Iapetus și Hyperion, cei din interiorul orbitei sale sunt Rhea, Dione, Tethys, Enceladus și Mimas.

Titan este blocat într-o rezonanță orbitală de 3:4 cu micul satelit Hyperion care are forme neregulate. O evoluție „lentă și netedă” prin rezonanță în care Hyperion ar fi migrat de pe o orbită haotică este considerată puțin probabilă, pe baza modelelor. Hyperion, cel mai probabil, s-a format dintr-o insulă orbitală stabilă, în timp ce masivul Titan a absorbit sau respins corpurile cerești care s-au apropiat de el.

## Caracteristici dimensionale

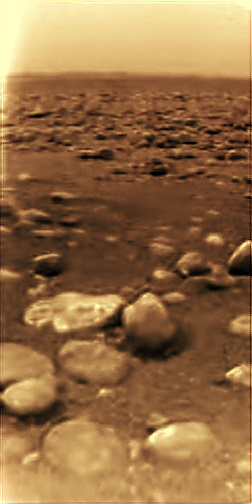
Suprafața satelitului - imagine luată de sonda Huygens

Titan are un diametru de 5.152 km. Spre comparație, planeta Mercur are un diametru de 4.879 km, Luna are 3.474 km, iar Pământul 12.742 km. Înainte de sosirea sondei spațiale Voyager 1 în 1980, se credea că Titan este puțin mai mare decât Ganymede (diametru 5.262 km) și prin urmare cel mai mare satelit din Sistemul Solar; această supraestimare a fost cauzată de atmosfera densă și opacă a lui Titan care se întinde pe mai mulți kilometri în sus față de suprafața sa, mărindu-i diametrul său aparent. Diametrul lui Titan și masa sa (și, astfel, densitatea acestuia) sunt similare cu cele ale sateliților lui Jupiter, Ganymede și Callisto. Pe baza densității sale de 1,88 g/cm3, compoziția lui Titan este jumătate apă înghețată și jumătate rocă. Deși similar în compoziție cu Dione și Enceladus, acesta este mai dens din cauza compresiei gravitaționale.
Titan este probabil diferențiat în mai multe straturi, cu un centru de rocă de 3.400 km, înconjurat de mai multe învelișuri din diferite forme de cristalizare a gheții. Interiorul său poate fi încă fierbinte și posibil să se găsească acolo un strat de lichid, un fel de „magmă” compusă din apă și amoniac între crusta de gheață și straturile mai adânci de gheață create de presiunea mare a formelor de gheață. Prezența amoniacului permite apei să rămân în stare lichidă chiar și la temperaturi scăzute de 176 K (-97,15 °C) (amestec eutectic cu apă). Existența unui astfel de ocean a fost recent dovedită de sonda Cassini pe baza existenței unor unde radio naturale de frecvență extrem de joasă în atmosfera lui Titan. Suprafața lui Titan este considerată a fi un reflector slab al acestor unde radio, astfel încât acestea ar putea fi reflectate de către gheața lichidă dintr-un ocean subteran. Caracteristicile de suprafață au fost observate sistematic de către sonda Cassini care a trecut la 30 km în perioada octombrie 2005 și mai 2007, ceea ce sugerează că scoarța (crusta) este decuplată de interior, oferind dovezi suplimentare pentru existența unui strat interior de lichid.
Un studiu de la începutul anului 2000 realizat de către Institutul de Cercetări Planetare DLR de la Berlin-Adlershof a plasat Titan într-un grup de „sateliți mari de gheață” alături de Callisto și Ganymede.
| |                               |                                                                             |
| Comparație de mărime: Titan, în infraroșu (stânga jos), împreună cu Luna și Pământul (stânga sus și respectiv în dreapta) | Structura internă a lui Titan | Comparație de masă: Titan are 96 % din masa totală a sateliților saturnieni |

## Formare
Se crede că sateliții lui Jupiter și Saturn s-au format prin co-acreție, un proces similar cu cel despre care se crede că a format planetele din Sistemul Solar. Pe măsură ce tinerii giganți gazosi s-au format, ei au fost înconjurați de discuri de material care s-au unit treptat în sateliți. În timp ce Jupiter posedă patru sateliți mari pe orbite extrem de regulate, asemănător cu planetele, Titan domină în mod covârșitor sistemul lui Saturn și posedă o excentricitate orbitală mare, care nu este explicată imediat doar prin co-acreție. Un model propus pentru formarea lui Titan este că sistemul lui Saturn a început cu un grup de sateliți similari cu sateliții galileeni ai lui Jupiter, doar că aceștia au fost perturbați de o serie de impacturi gigantice, care ar urma să îl formeze pe Titan. Sateliții de dimensiuni medii ale lui Saturn, cum ar fi Iapetus și Rhea, s-au format din resturile acestor ciocniri. Un astfel de început violent ar explica, de asemenea, excentricitatea orbitală a lui Titan. 
O analiză din 2014 a azotului atmosferic al lui Titan a sugerat că acesta a fost posibil luat din materiale similare cu cele găsite în norul lui Oort și nu din surse prezente în timpul co-acreției materialelor din jurul lui Saturn. 

## Atmosfera

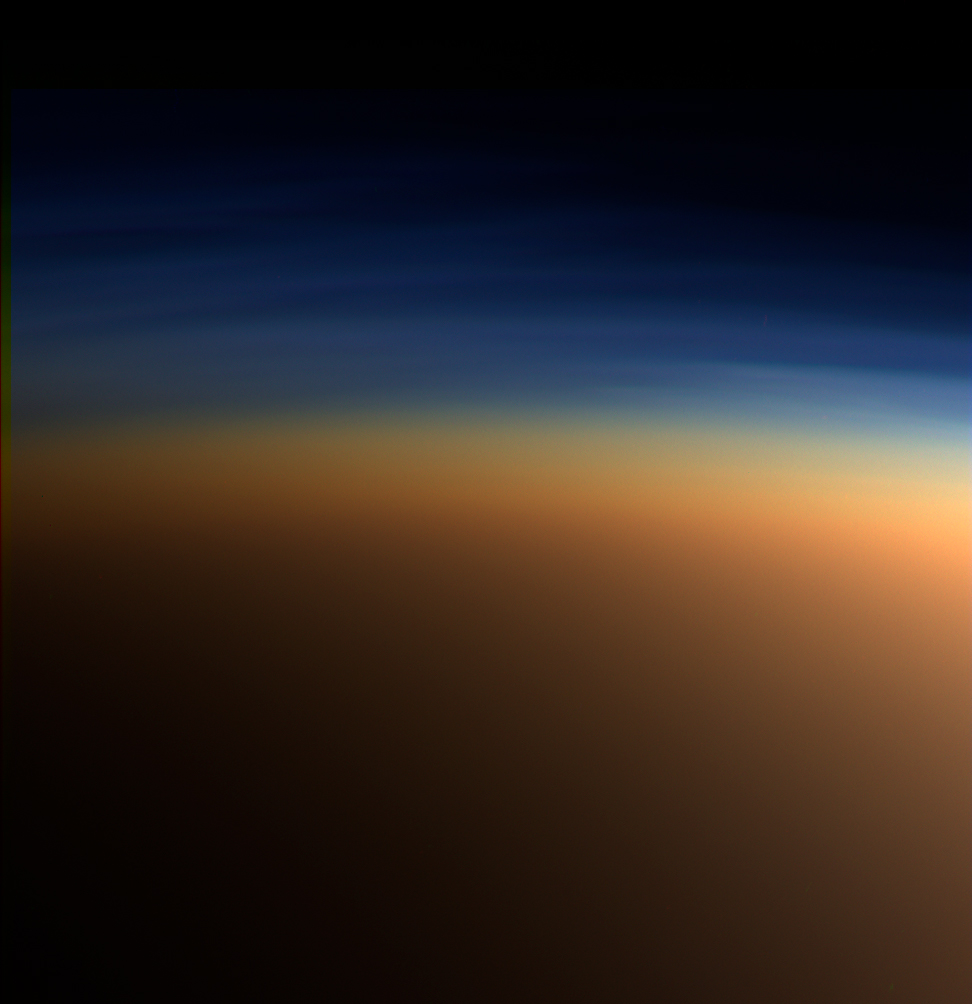
Imagine în culori reale a straturilor din atmosfera lui Titan

Titan este singurul satelit cunoscut care are mai mult decât o urmă de atmosferă. Observațiile sondelor spațiale Voyager au arătat că atmosfera este mai densă decât a Pământului, cu o presiune la suprafață de aproximativ 1,45 ori mai mare decât cea a Pământului. Atmosfera satelitului Titan este de aproximativ 1,19 de ori mai masivă decât atmosfera totală a Pământului. Atmosfera are straturi opace care blochează majoritatea luminii primite de la Soare și din alte surse, ceea ce face ca detaliile suprafeței să nu fie vizibile. Atmosfera este atât de groasă și gravitația atât de scăzută încât oamenii ar putea zbura prin ea prin bătaia unor „aripi” atașate la brațele lor. Gravitația mică a lui Titan face ca atmosfera să fie mult mai extinsă decât cea a Pământului, chiar și la o distanță de 975 km, sonda Cassini a trebuit să facă ajustări pentru a menține o orbită stabilă împotriva forțelor de frecare atmosferice. Atmosfera lui Titan este opacă la numeroase lungimi de undă și un spectru de reflexie complet al suprafeței este imposibil să fie realizat din exterior. Nu a fost realizat până la sosirea misiunii Cassini-Huygens în 2004, când s-au obținut primele imagini directe ale suprafeței lui Titan. Sonda Huygens a fost în imposibilitatea de a detecta direcția Soarelui în timpul coborârii sale, și, deși a fost în măsură să ia imagini de la suprafață, echipa tehnică a sondei Huygens a comparat procesul cu cel de „a face fotografii într-o parcare la asfințit”.
| Imagine indisponibilă |  | Imagine indisponibilă |
| Atmosfera lui Titan luminată în fundal de Soare, cu inelele lui Saturn în spate. Un strat exterior de ceață fuzionează în partea de sus cu capotă polară de nord. |  |                       |

Prezența unei atmosfere semnificative a fost suspectată de către astronomul spaniol Josep Comas Sola, care a observat un limb întunecat distinct pe Titan în 1903 și a fost confirmată de Gerard P. Kuiper în 1944 pe baza unei tehnici spectroscopice care a estimat o presiune parțială a metanului în atmosferă de ordinul a 100 de milibari (10 kPa). Observațiile ulterioare din anii 1970 au arătat că cifrele lui Kuiper au fost subestimate semnificativ; abundența de metan în atmosfera lui Titan fiind de zece ori mai mare, iar presiunea de la suprafață fiind cel puțin de două ori mai mare față de ceea prezisă. Presiunea ridicată a suprafeței a fost un indiciu că metanul ar putea constitui doar o mică parte din atmosfera lui Titan. În 1981, Voyager 1 a făcut primele observații detaliate ale atmosferei lui Titan, arătând că presiunea la suprafață este mai mare decât cea a Pământului, având 1,5 bari.
Atmosfera lui Titan este cea mai densă și cea mai bogată în azot din Sistemul Solar în afară de cea a Pământului. Compoziția atmosferică în stratosferă este de 98,4 % azot, restul de 1,6 % fiind în mare parte metan (1,4 %) și hidrogen (0,1-0,2 %). Deoarece metanul se condensează în atmosferă la altitudini înalte, abundența sa crește cu scăderea înălțimii, sub tropopauză, la o altitudine de 32 km, stabilizându-se la o valoare de 4,9 % între 8 km și suprafața sa. Există urme și ale altor hidrocarboni, cum ar fi urme de etan, diacetilenă, metilacetilenă, acetilenă și propan, dar și alte gaze ca argonul, cianoacetilena, acidul cianhidric, dioxidul de carbon, cianogen și heliu. Culoarea portocalie, așa cum apare din spațiul cosmic, poate fi datorată unor alte complexe chimice în mici cantități, posibil tolini, precipitate organice ca tarul. Se crede că hidrocarbonii apar în atmosfera superioară ca urmare a reacțiilor rezultate din disiparea metanului de către lumina ultravioletă a soarelui, producând o ceață groasă de culoare portocalie. Satelitul nu are câmp magnetic, deși unele studii din 2008 au dovedit că Titan a reținut rămășițele câmpului magnetic al lui Saturn în scurtele momente când a trecut în afara magnetosferei saturniene când este expus direct vântului solar. Acest câmp ar putea ioniza și ar purta unele molecule din vârful atmosferei. În noiembrie 2007, oamenii de știință au descoperit prezența ionilor negativi care are au masa de 10.000 de ori mai mare decât masa hidrogenului din ionosfera lui Titan, se consideră că aceștia se prăbușesc în regiuni mai joase, unde formează ceața portocalie care face invizibilă suprafața satelitului. Structura acestora nu este cunoscută în prezent, dar se presupune că sunt tolini, și ar putea fi baza apariției unor structuri moleculare mult mai complexe, cum ar fi hidrocarburile aromatice policiclice.

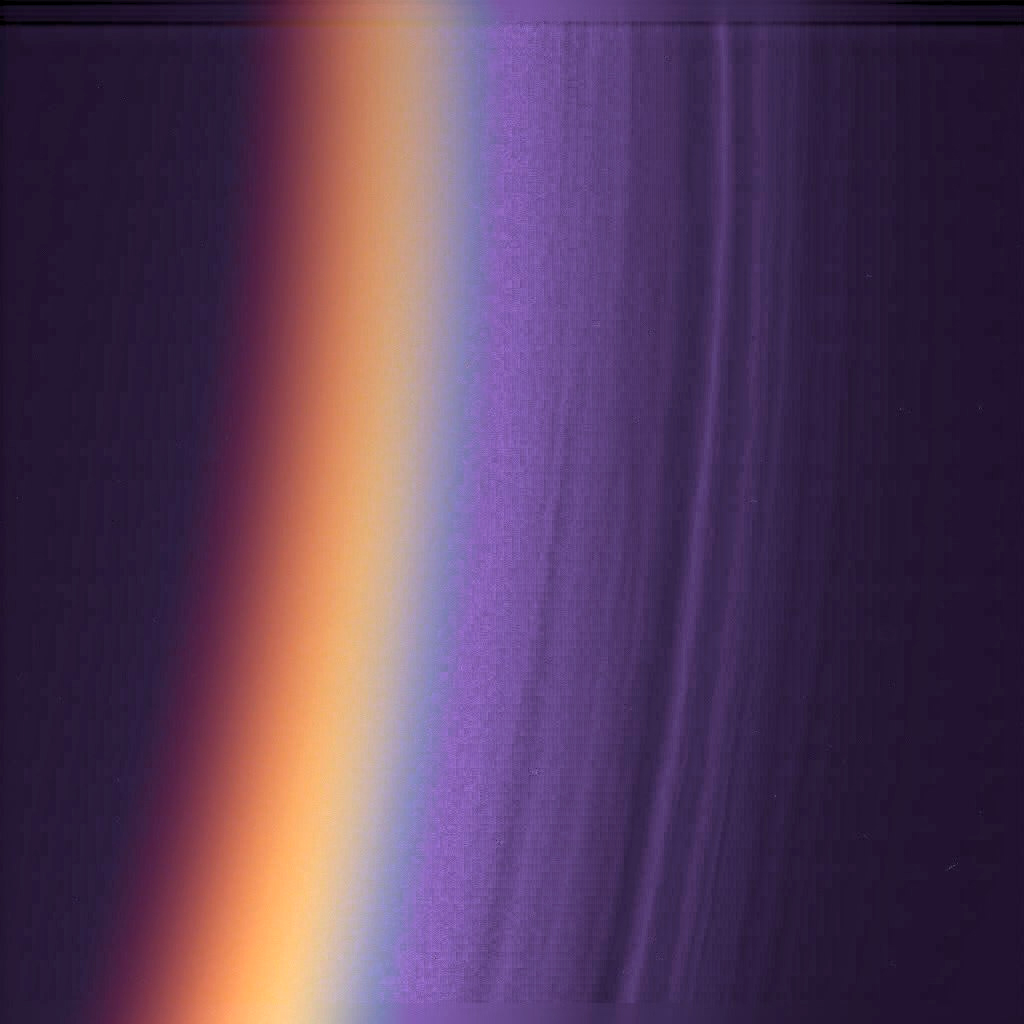
Straturile superioare ale Atmosferei lui Titan

Energia primită de la Soare ar fi trebuit să convertească toate urmele de metan din atmosfera lui Titan în hidrocarboni mai complecși în ultimii 50 de milioane de ani (o perioadă scurtă comparată cu vârsta Sistemului Solar). Aceasta lucru sugerează că metanul este realimentat cumva dintr-un rezervor aflat la suprafață sau în interiorul satelitului Titan. Deoarece atmosfera lui Titan conține de 1000 de ori mai mult metan decât monoxid de carbon se ia în calcul contribuțiile semnificative ale ciocnirilor cu comete, deoarece cometele sunt compuse mai mult din monoxid de carbon decât din metan. Ca satelitul Titan să fi captat ca atmosferă o parte din nebuloasa saturniană timpurie, în momentul genezei Sistemului Solar, nu pare posibil deoarece în acest caz ar trebui să aibă o abundență atmosferică similară nebuloasei solare, incluzând hidrogen și neon. Mulți astronomi cred că originea metanului din atmosfera lui Titan este satelitul însuși, considerându-se că metanul este eliberat de erupțiile criovulcanice. O posibilă origine biologică a metanului nu a fost exclusă.
Există de asemenea un model al circulației aerului, care a fost identificat ca urmând direcția de rotație a lui Titan, de la vest către est. Observațiile atmosferei, realizate în 2004 de Cassini, sugerează că Titan este și un „super-rotitor”, asemănător plantei Venus, având o atmosferă care se rotește mult mai repede decât suprafața sa.

Ionosfera satelitului Titan este mult mai complexă decât a Terrei, având o ionosferă principală la o altitudine de 1.200 km, dar prezintă și un înveliș adițional de particule încărcate la altitudinea de 63 de km. Acest lucru face ca atmosfera să fie împărțită în două camere cu rezonanțe radio diferite. Sursele undelor radio naturale ale lui Titan sunt însă neclare, deoarece nu pare să existe o activitate luminoasă extinsă.

## Climă

Grafic cu detalii privind temperatura, presiunea și alte aspecte ale climei de pe Titan. Ceața atmosferică scade temperatura în atmosfera inferioară, în timp ce metanul ridică temperatura la suprafață. Criovulcanii aruncă metan în atmosferă, care apoi cad sub formă de ploaie pe suprafață, formând lacuri.

Temperatura la suprafață este de aproximativ 94 K (−179 °C, sau −290 °F). La această temperatură apa înghețată nu se evaporă, astfel încât atmosfera este aproape lipsită de vapori de apă. Ceața din atmosferă contribuie la anti-efectul de seră al satelitului, reflectând lumina solară înapoi în spațiu, ceea ce face ca suprafața să fie semnificant mai rece decât atmosfera superioară. Satelitul recepționează doar aproximativ 1 % din cantitatea de lumină solară pe care o primește Pământul.
Norii lui Titan, probabil compuși din metan, etan sau alte substanțe organice simple, sunt împrăștiați și variabili, presărați prin ceața înconjurătoare. Acest metan atmosferic creează un efect de seră la suprafață, fără de care Titan ar fi mult mai rece. Descoperirile sondei Huygens indică prezența unor ploi periodice de metan lichid și alți compuși organici care udă suprafața satelitului. În octombrie 2007, observatorii au constatat o creștere a opacității aparente a norilor, deasupra regiunii ecuatoriale Xanadu, un fel de „burniță de metan”, deși acest lucru nu este o dovadă directă a existenței ploii. Totuși, imaginile cu lacurile din emisfera sudică surprinse timp de un an, arată că acestea au crescut și că au fost alimentate de căderile sezoniere de ploi hidrocarbonice. Este posibil ca zonele de suprafață să fie acoperite cu un strat de tolini, dar acest lucru nu a fost confirmat. Prezența ploii ar indică faptul că Titan este singurul corp ceresc altul decât Pământul pe care s-ar putea forma curcubeul. Cu toate acestea, având în vedere opacitatea extremă a atmosferei la lumina vizibilă, marea majoritate a curcubeielor ar fi vizibile doar în infraroșu.
Simulări ale modelelor vântului global, bazate pe informații privind viteza vântului luate de sonda Huygens au sugerat că atmosfera lui Titan circulă într-o singură celulă Hadley enormă. Aerul cald se ridică în emisfera sudică – ceea ce a dus la experimentarea unei „veri” atunci când Huygens a coborât. Aerul cald se scufundă în emisfera nordică, ceea ce duce la apariția unor curenți de aer de altitudine înaltă dinspre sud către nord și curenți de aer de joasă altitudine dinspre nord către sud. O asemenea enormă celulă Hadley este posibilă numai pe o lume cu rotație înceată, cum este Titan. Circulația vântului în celulă de la pol la pol pare să fie centrată pe stratosferă, simulările sugerând posibilitatea unor schimbărilor la fiecare 12 ani, cu o perioadă de 3 ani de tranziție, în cursul unui an titanian (peste 30 de ani tereștri). Această celulă Hadley creează o bandă globală de joasă presiune, ca un efect terestru al variației zonei de convergență intertropicală. Spre deosebire de Terra unde oceanele sunt limitate în această zonă către tropice, pe Titan, zona traversează distanța dintre cei doi poli, cărând norii de ploaie cu ea. Acest lucru face că Titan, în ciuda temperaturilor scăzute, să aibă un climat tropical.
Numărul lacurilor de metan vizibile în apropierea polului sud este mai mic decât numărul de lacuri de lângă polul nord. Deoarece polul sud este actualmente în vară și polul nord în iarnă, o ipoteză ar fi că ploile cu metan apar la poli iarna, iar metanul se evaporă vara.

### Nori

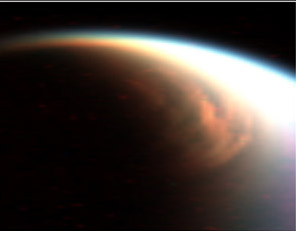
Imagine în culori false cu un sistem de nori deasupra regiunii polare de nord

În septembrie 2006, Cassini a fotografiat un mare nor la o înălțime de 40 km deasupra polului nord. Deși se știa că metanul este cel care se condensează în atmosfera lui Titan, norul era susceptibil de a conține etan, datorită mărimii detectate a particulelor care era de numai 1-3 micrometri și etanul se poate congela, de asemenea, la aceste altitudini. În decembrie, Cassini a observat din nou norul acoperitor și a detectat metan, etan și alți compuși organici. Norul avea peste 2400 km în diametru și era încă vizibil peste o lună la o nouă trecere a sondei spațiale. Una dintre ipoteze este aceea că în prezent plouă (sau, dacă este suficient de rece, ninge) la polul nord; căderile de la latitudinile nordice polare fiind suficient de puternice pentru a duce particule organice spre suprafață. Aceasta a fost cea mai puternică dovadă pentru ipoteza existenței ciclului metanului pe Titan (analog ciclului apei pe Pământ).
Nori au mai fost găsiți deasupra regiunii polare de sud. În timp ce acoperă de obicei doar 1 % din discul lui Tita, au fost observate izbucniri în care stratul de nori se extinde rapid acoperind cca. 8 % din discul lui Titan. O ipoteză afirmă că norii din regiunea polară de sud se formează atunci când nivelurile sporite ale luminii soarelui din timpul verii îi ridică în atmosferă, rezultând convecție. Această explicație este complicată de faptul că formarea norilor a fost observată nu numai după solstițiul de vară, dar, de asemenea, și în mijlocul primăverii. Umiditatea de metan a crescut la Polul Sud, contribuind eventual la creșterea rapidă a mărimii norului. Acolo, în emisfera sudică, a fost vară până în 2010, atunci când orbita lui Saturn, care reglementează mișcare satelitului, a înclinat emisfera nordică spre Soare. Atunci când sezoanele se schimbă, este de așteptat ca etanul să înceapă să se condenseze deasupra Polului Sud.
Modelele de cercetare care se potrivesc bine cu observațiile efectuate sugerează că norii de pe Titan se grupează la coordonatele preferate și că stratul de nori variază în funcție de distanța de la suprafață pe diferite părți ale satelitului. În regiunile polare (la peste 60 de grade latitudine) apar pe scară largă nori permanenți de etan și mai sus, în troposferă. La latitudinile mai joase norii principali de metan se găsesc între 15 și 18 km, și sunt mai sporadici și localizați. În emisfera în care este vară de obicei apar nori de metan groși dar sporadici care par să se grupeze în jurul valorii de 40°.
Observațiile la sol au evidențiat, de asemenea, variațiile sezoniere ale norilor. Pe parcursul orbitei de 30 de ani a lui Saturn, sistemele de nori de pe Titan par să se manifeste timp de 25 de ani și apoi dispar pentru patru-cinci ani înainte de a renaște din nou.
Cassini a detectat și nori albi de mare altitudine de tip Cirrus în atmosfera superioară a lui Titan, probabil formați tot din metan.
Deși nu există dovezi privind existența fulgererelor pe Titan, simulările pe computer sugerează ca norii din troposfera joasă a satelitului se pot acumula în cantități suficiente pentru a genera fulgere la o altitudine de aproximativ 20 km.

## Caracteristici ale suprafeței

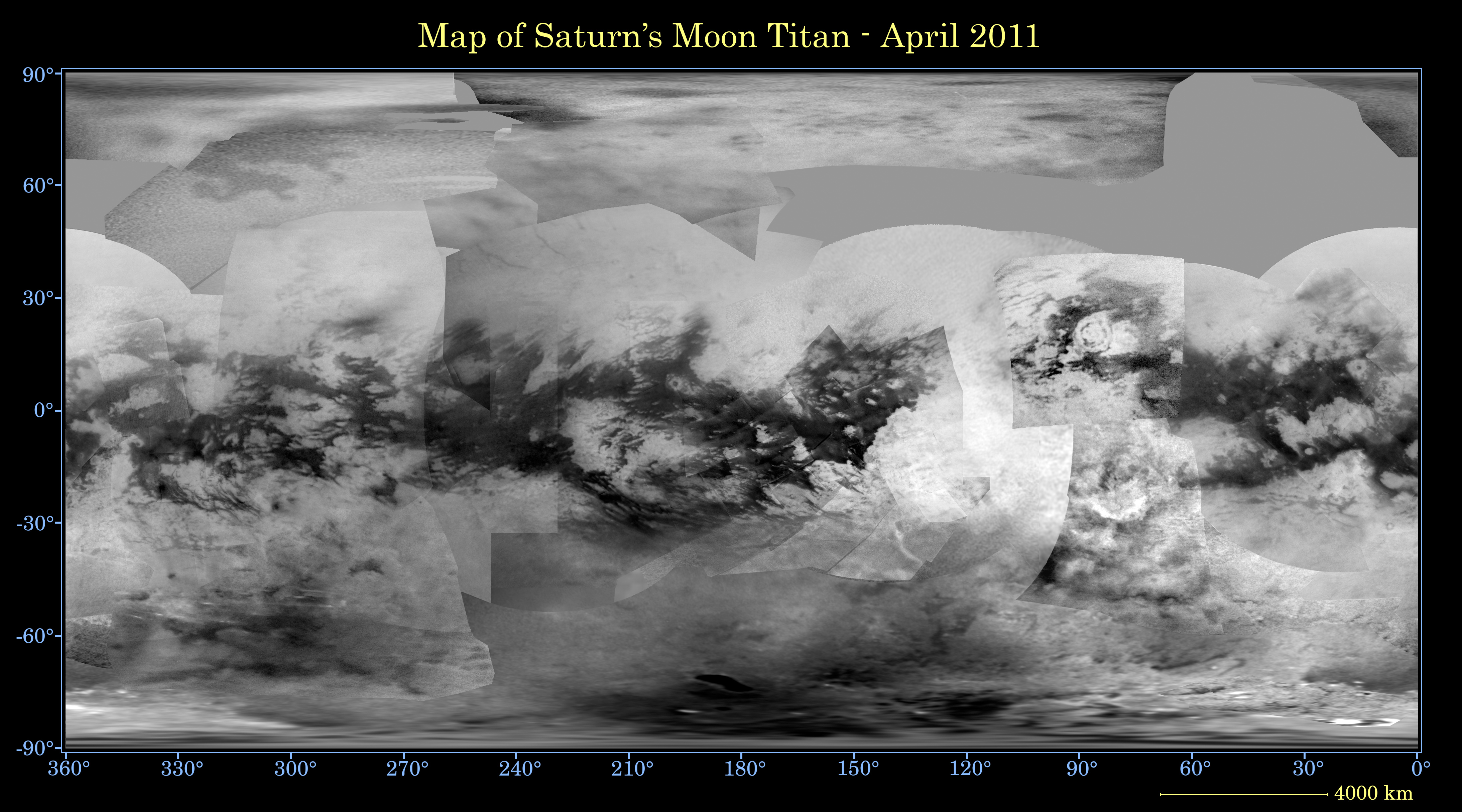
Hartă a suprafeței lui Titan din aprilie 2011.

Suprafața lui Titan a fost descrisă ca fiind „complexă, transformată de fluide și geologic tânără.” Atmosfera este de două ori mai groasă decât cea a Pământului, ceea ce face ca instrumentelor astronomice să le fie dificil să capteze imagini de la suprafață în spectrul luminii vizibile. Nava spațială Cassini a folosit instrumente în infraroșu, radar de altimetrie și radar cu deschidere sintetică pentru a realiza porțiuni din harta lui Titan în timpul zborurilor sale pe deasupra satelitului. Primele imagini au relevat o geologie diversă, cu zone atât dure cât și netede. Există caracteristici care par a fi de origine vulcanică, care erup probabil apă amestecată cu amoniac. Există, de asemenea caracteristici vărgate, unele dintre ele având sute de kilometri ca lungime, care par a fi cauzate de particule suflate de vânt. Examinarea a arătat, de asemenea, că suprafața este relativ netedă, cu puține obiecte care par să fie cratere de impact care au fost umplute, probabil de ploi de hidrocarburi sau de către vulcani. Altimetria radar sugerează că variația înălțimii este redusă, de obicei nu mai mult de 150 de metri. Au fost descoperite și schimbări ocazionale de elevație de 500 de metri și Titan are munți care ajung, uneori, de la mai multe sute de metri la mai mult de 1 kilometru în înălțime.
Suprafața lui Titan este marcată de largi regiuni de teren luminoase și întunecate. Printre acestea se numără Xanadu, o uriașă zonă ecuatorială extrem de reflectorizantă care are o suprafață aproximativ de mărimea Australiei. A fost prima oară identificată în imaginile în infraroșu obținute de Telescopul Spațial Hubble în 1994, și mai târziu a fost observată de sonda Cassini. Regiunea este plină de dealuri și tăiată de văi și de prăpăstii. Este străbătută în mai multe locuri de caracteristici topografice întunecate: aliniamente sinuoase care seamănă cu creste sau cu fisuri. Acestea pot indica o activitate tectonică, dovada că Xanadu este tânără din punct de vedere geologic. Alternativ, aliniamentele pot fi canale formate de lichide, sugerând un teren vechi care a fost tăiat prin intermediul sistemelor de flux. Există zone întunecate de dimensiuni similare în alte zone care au fost observate de la sol și de Cassini. S-a speculat că acestea sunt mări de metan sau de etan, dar observațiile realizate de Cassini par să indice altceva (vezi mai jos).
| | |                                                                                        |
| Mozaic al satelitului Titan realizat în timpul zborului sondei Cassini în februarie 2005. Regiunea mare întunecată este Shangri-La. | Titan în culori false care arată detalii ale suprafeței și ale atmosferei, cu Xanadu în zona luminoasă din centru-dreapta. | Globul satelitului Titan, un mozaic de imagini în infraroșu cu denumirile unor regiuni |

### Lacuri

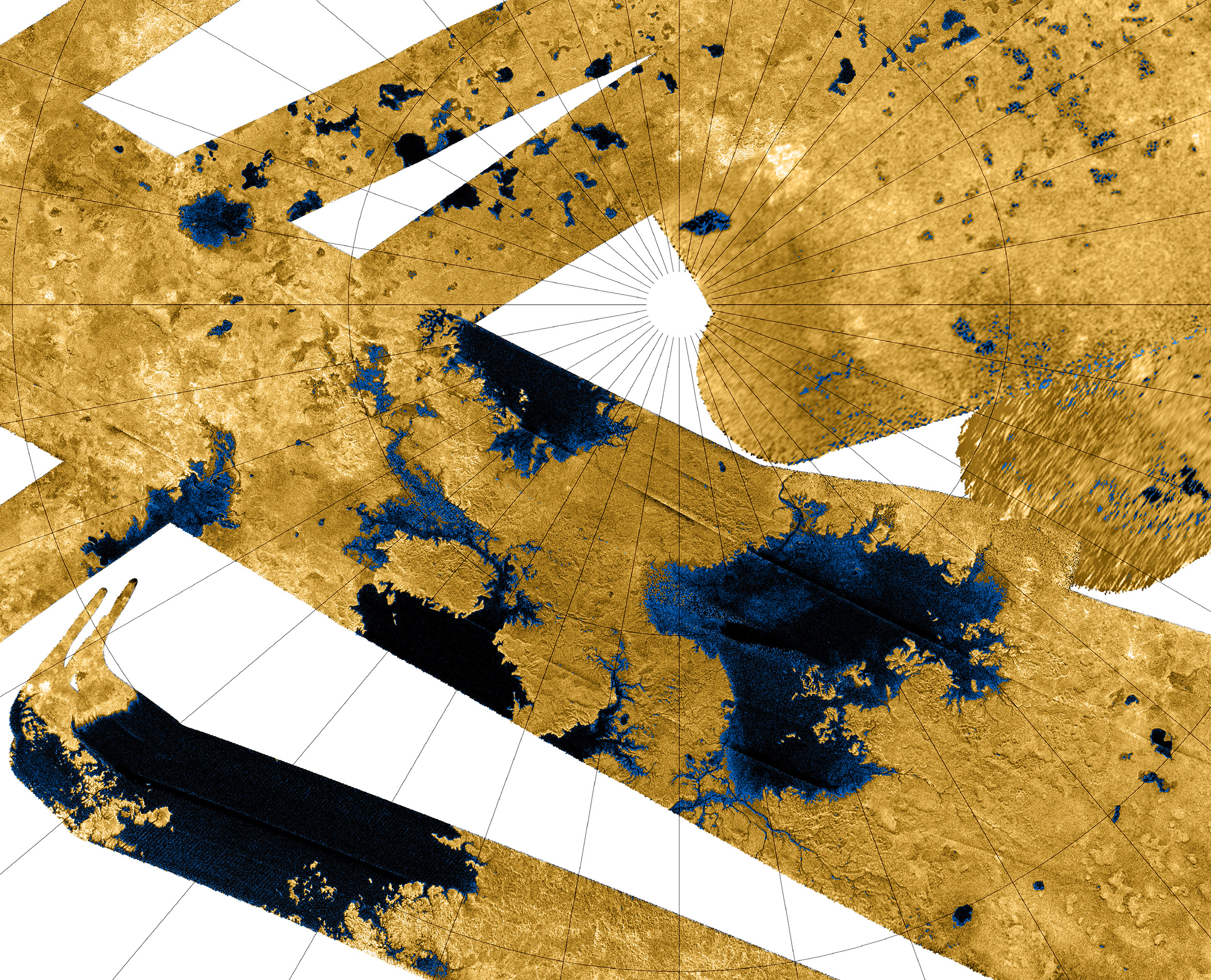
Imagine-radar în culori false realizată de Cassini în regiunea polară nordică. Albastrul indică reflexia radar scăzută cauzată de mări, lacuri de hidrocarburi și de rețelele de afluenți toate umplute cu etan lichid, metan și N_{2} dizolvat. Fotografiile sugerează faptul că acel corp mare din stânga jos, Kraken Mare, este aproximativ de două ori mai vizibil aici. Ligeia Mare este în dreapta jos.

Posibilitatea existenței unor mări de hidrocarburi pe Titan a fost sugerată pentru prima oară pe baza datelor obținute de Voyager 1 și 2 care au arătat că Titan ar avea o atmosferă groasă cu aproximativ o temperatură corectă și cu o compoziție necesare pentru existența acestor mări de hidrocarburi. Dovezi directe nu au fost obținute până în 1995, atunci când datele de la Hubble și alte observații au sugerat existența metanului lichid pe Titan, fie în buzunare deconectate sau la scară generală sub forma unor oceanele similare celor de apă de pe Pământ.
Misunea Cassini a confirmat această ipoteză, deși nu imediat. Atunci când sonda a ajuns în sistemul saturnian în 2004, s-a sperat că lacuri de hidrocarburi sau oceane ar putea fi detectabile prin reflexia luminii de la suprafața unor corpuri lichide, dar nicio reflexie speculară nu a fost inițial observată. Lângă polul sud o caracteristică întunecară a suprafeței numită Ontario Lacus a fost identificată (și mai târziu confirmată ca fiind într-adevăr un lac). Un posibil țărmu a fost de asemenea identificat în apropiere de polul sud prin imagini radar. După zborul din 22 iulie 2006 în care radarul navei spațiale Cassini a fotografiat latitudinile nordice (care se găseau în timpul iernii), mai multe pete netede de mari dimensiuni au fost observate punctând suprafața din apropierea polului. Pe baza observațiilor, oamenii de știință au anunțat în ianuarie 2007 că există „dovezi definitive ale lacurilor pline cu gaz metan pe satelitul lui Saturn, Titan”. Echipa Cassini–Huygens a concluzionat că aceste caracteristici sunt aproape sigur lacurile de hidrocarburi de mult timp căutate, primele caracteristici stabile de lichid găsite în afara suprafeței Pământului. Unele dintre acestea par să aibă canale cu lichid asociate și se află în depresiuni topografice. În general, observațiile radar Cassini au arătat că lacurile acoperă doar câteva procente din suprafața sa și sunt concentrate în apropierea polilor, făcând-ul pe Titan mult mai uscat decât Pământul.
În iunie 2008, spectometrul de cartografiere vizuală și în infraroșu de pe Cassini a confirmat prezența etanului lichid dincolo de orice îndoială în Ontario Lacus. La 21 decembrie 2008, Cassini a trecut direct pe deasupra lui Ontario Lacus și a observat o reflecție în oglinda radar care, fiind puternică, a saturat receptorul sondei, indicând faptul că nivelul lacului nu variază cu mai mult de 3 mm (ceea ce presupune fie că vânturile de la suprafață au fost minime sau lichidul de hidrocarburi din lac este vâscos.
Reflexiile speculare sunt indicatori ai unei suprafețe netede ca oglinda, astfel încât acestă observație confirmă concluzia care a fost trasă pe baza imaginilor radar privind prezența unui corp mare de lichid. Observația a fost făcută imediat după ce regiunea polară de nord a ieșit din 15 ani de iarnă întunecată.
La 8 iulie 2009, instrumentul VIMS de pe Cassini a observat o reflexie speculară a unei suprafețe netede ca oglinda, care astăzi se numește Jingpo Lacus, un lac în regiunea polară de nord la scurt timp după ce a ieșit din zona de 15 ani de întuneric și de iarnă.
Măsurătorile radar efectuate în iulie 2009 și ianuarie 2010 indică faptul că Ontario Lacus este extrem de superficial, cu o adâncime medie de 0,4 - 3,2 m și o adâncime maximă de 2,9 - 7,4 m. În contrast, emisfera nordică a caracteristicii Ligeia Mare are adâncimi de peste 8 m, acesta fiind maximul măsurabil al instrumentelor radar.
| | | | |
| Fotografie în infraroșu pe baza reflexiei spectrale a Jingpo Lacus, un lac în regiunea polară nordică | Vedere radar de perspectivă a Bolsena Lacus (dreapta jos) și a altor lacuri de hidrocarburi emisfera nordică | Imagini contrastante ale numărului de lacuri din emisfera nordică (stânga) și din emisfera sudică (dreapta) | Două imagini ale emisferei sudice luate la un an diferență, arătând modificări ale lacurilor din regiunea polară sudică |

### Cratere de impact

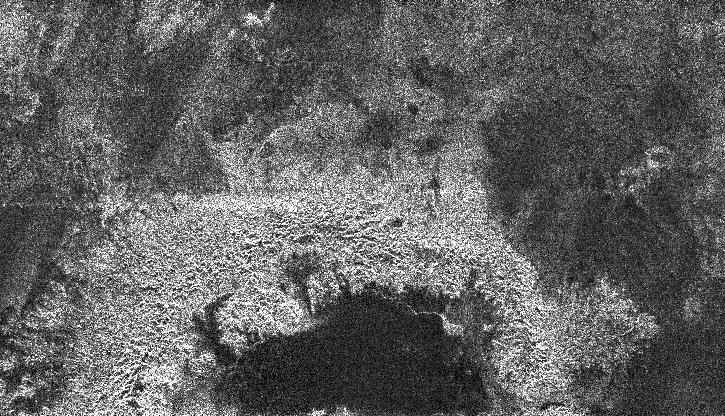
Imaginea radar a unui crater de impact de pe suprafața satelitului Titan cu un diametru de 139 km care ne prezintă o podea netedă, marginea accidentată și, eventual, un vârf central.

Radarul, SAR și imaginile pe baza datelor de la Cassini au descoperit câteva cratere de impact pe suprafața satelitului Titan, sugerând că acest corp ceresc este relativ tânăr. Puținele cratere de impact descoperite includ un bazin de două inele de 440 km numit Menrva văzut de instrumentul ISS de pe Cassini ca un model luminos-întunecat concentric. De asemenea, au mai fost observate:
o mai mică podea plată a unui crater, de 60 de km lățime, numită Sinlap și un crater de 30 km, cu un vârf central și o podea întunecată numit Ksa. Radarul și imaginile Cassini au relevat, de asemenea, o serie de „crateriforme”, caracteristici circulare ale suprafeței care ar putea fi de impact, dar lipsesc anumite caracteristici care ar duce la identificarea exactă a acestora. De exemplu, un inel strălucitor de 90 km, cunoscut sub numele de Guabonito a fost observat de Cassini. Această caracteristică este considerată a fi un crater de impact acoperit de sedimente întunecate care au fost suflate de vânt. Alte caracteristici similare au fost observate în regiunile întunecate Shangri-La si Aaru. Prin intermediul radarului s-au observat mai multe caracteristici circulare, care pot fi cratere, în regiunea luminosă Xanadu, în timpul survolului lui Titan de către Cassins la 30 aprilie 2006.
Multe dintre craterele sau posibilele cratere prezintă dovezi ale unei eroziuni extinse și toate arată că au suferit unele modificări. Majoritatea craterelor de mari dimensiuni s-au încălecat între ele sau au margini incomplete, în ciuda faptului că unele cratere de pe Titan au marginile relativ mai masive decât oriunde în altă parte din Sistemul Solar. Cu toate acestea, există puține dovezi de formare a palimpsestelor prin relaxarea crustelor vâscoelastice spre deosebire de pe alte sateliții mari de gheață. Majoritatea craterelor le lipsesc vârfurile centrale și au podele netede, posibil ca urmare a impactului sau a eruptiei târzii de lavă criovulcanică. În timp ce umplutura din diferite procese geologice este unul dintre motivele pentru deficitul relativ de cratere, scutul atmosferic de asemenea joacă un rol important; se estimează că atmosfera reduce numărul de cratere pe suprafața sa cu un factor de doi.
Înalta rezoluție radar obținută de-a lungul anului 2007 a acoperit doar 22 % din suprafața satelitului, aceasta a sugerat existenta unui număr de nonuniformități în distribuția craterelor sale. Xanadu are cratere de 2-9 ori mai multe decât în altă parte. Emisfera principală are o densitate de 30 % mai mare decât emisfera posterioară. Aici există densități mai mici ale craterelor în zonele cu dune ecuatoriale și în regiunea polară nordică (unde lacurile de hidrocarburi și mările sunt cele mai frecvente).
Modelele pre-Cassini cu traiectorii de impact și unghiuri sugerează că dacă un asteroid lovește crusta de apă înghețată, o cantitate mică de apă provocată de impact rămâne lichidă în crater. Acesta poate persista timp de secole sau chiar mai mult sub formă de lichid, timp suficient pentru „sinteza unor molecule simple precursoare originii vieții.”

### Criovulcani și munți

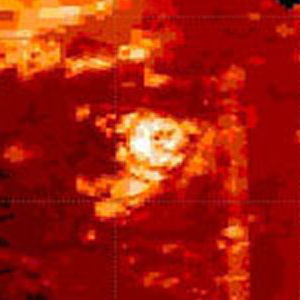
Imagine aproape de infraroșu a zonei Tortola Facula, unde se consideră că ar putea fi un posibil criovulcan

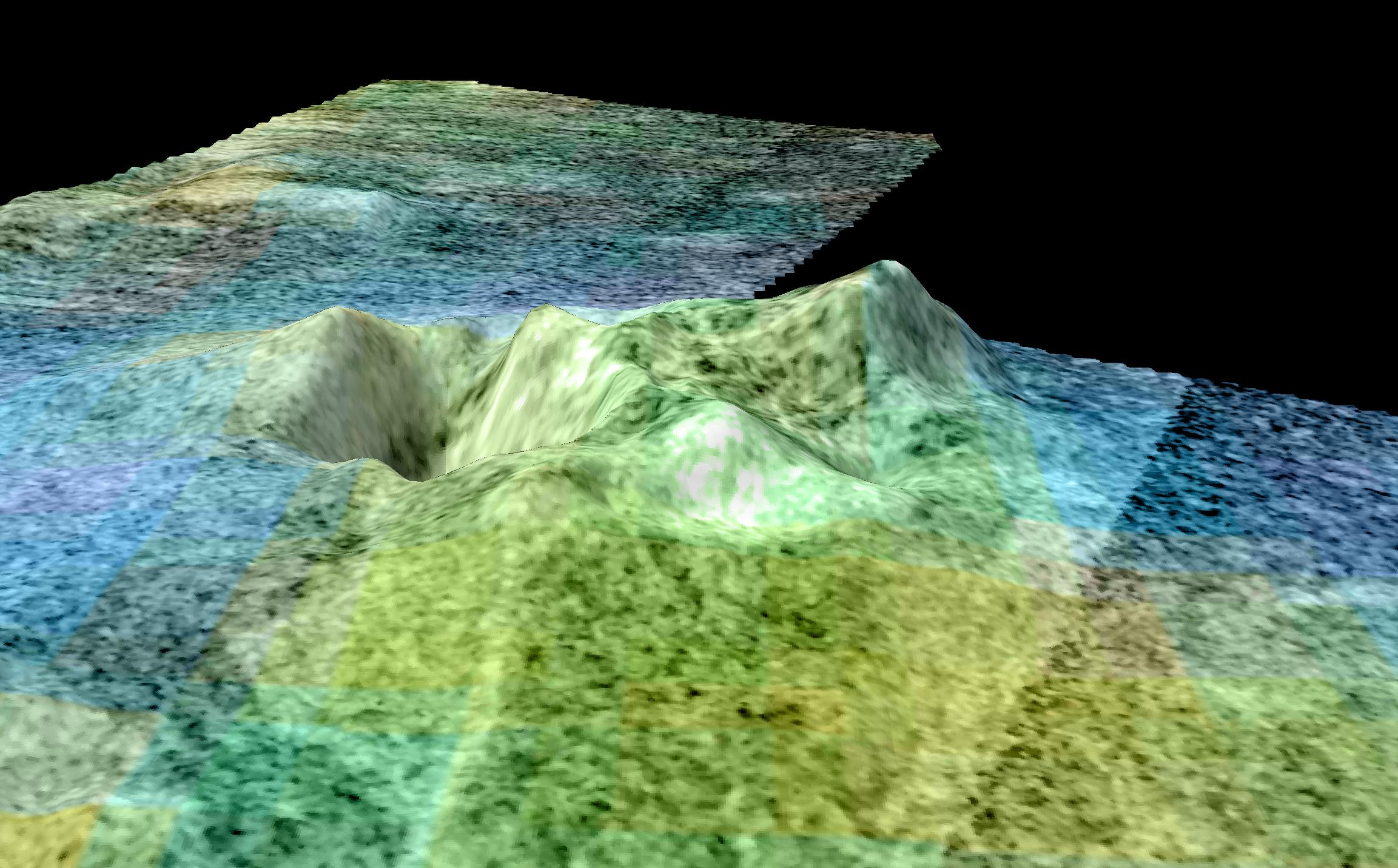
Imagine VIMS în false culori a unui posibil criovulcan Sotra Facula, combinată cu o hartă 3-D bazată pe datele radar, care prezintă vârfuri înalte de 1000 m și cratere adânci

Oamenii de știință au speculat faptul că aceste condiții de pe Titan se aseamănă cu cele inițiale de pe Pământ, deși la o temperatură mult mai mică. Detectarea în 2004 a izotopului de argon 40 în atmosferă a indicat faptul că vulcanii au generat efluenți de „lavă” compusă din apă și amoniac. Hărțile globale de distribuție a lacurilor la suprafață au relevat faptul că nu există suficient metan la suprafață care să explice prezența continuă a metanului în atmosferă și, prin urmare, o parte importantă trebuie să fie adăugată prin procesele vulcanice.
Totuși există câteva caracteristici de suprafață care pot fi interpretate fără echivoc ca fiind criovulcani. Una dintre primele aceste caracteristici descoperite de observațiile radar Cassini în 2004, numită Ganesa Macula, seamănă cu caracteristicile geografice numite „Domuri Pancake” sau „Farrum” găsite pe planeta Venus, și inițial s-a crezut a fi criovulcanice la origine, deși Uniunea Geofizică Americană a respins această ipoteza în decembrie 2008. Această caracteristică a fost considerată a nu fi un dom în totalitate, dar pare să fie rezultatul combinărilor accidentale de pete de lumină și de întuneric. În 2004 Cassini a mai detectat un element neobișnuit de luminos (numit Tortola Facula), care a fost interpretat ca un dom criovulcanic. Alte caracteristici similare nu au mai fost identificate până în 2010. În decembrie 2008, astronomii au anunțat descoperirea în atmosfera lui Titan a două „pete luminoase” tranzitorii, având o durată neobișnuit de lungă și care par prea persistente pentru a fi explicate prin tiparele simple ale vremii, sugerând ca acestea au fost rezultatul a unor episoade extinse criovulcanice.
În martie 2009 s-au observat structuri asemănătoare fluxurilor de lava într-o regiune numită Hotei Orcus, care par să fluctueze ca luminozitate de mai multe luni. Deși mai multe fenomene au fost propuse ca explicații a acestei fluctuații, fluxurile de lavă au început să crească la 200 de metri deasupra suprafeței confirmând faptul că au izbucnit de sub suprafață.
O zonă muntoasă de 150 km lungime, 30 km lățime și 1,5 km înălțime a fost descoperită de Cassini în 2006. Această zonă se află în emisfera sudică și se crede că este compusă din materiale înghețate și acoperită cu zăpadă de metan. Mișcarea plăcilor tectonice, probabil influențată de un bazin de impact din apropiere, ar putea fi creat un gol prin care materialul muntelui a urcat. Înainte de Cassini, oamenii de știință au presupus că cea mai mare a topografiei ar fi structuri de impact, dar aceste constatări arată că sunt similare cu cele de pe Pământ, munții formându-se prin procese geologice. În decembrie 2010, echipa misiunii Cassini a anunțat descoperirea celui mai convingător criovulcan posibil găsit până acum. Numit Sotra Facula, acesta este unul dintr-un lanț de cel puțin trei munți, fiecare având între 1000 și 1500 m înălțime, unii având cratere mari. Solul din jurul acestora par a fi acoperite de scurgeri de lavă înghețată.
Dacă vulcanismul pe Titan există cu adevărat, ipoteza este că acesta este determinat de energia eliberată din dezintegrarea elementelor radioactive în mantă, așa cum este pe Pământ. Magma pe Pământ este formată din rocă lichidă, care este mai puțin densă decât crusta stâncoasă solidă prin care erupe. Deoarece gheața este mai puțin densă decât apa, magma apoasă de pe Titan ar fi mai densă decât sa crusta din gheață solidă. Asta înseamnă că criovulcanismul de pe Titan ar necesita o cantitate mare de energie suplimentară pentru a funcționa, eventual prin deformarea mareică cauzată de apropierea planetei Saturn.

### Teren ecuatorial întunecat

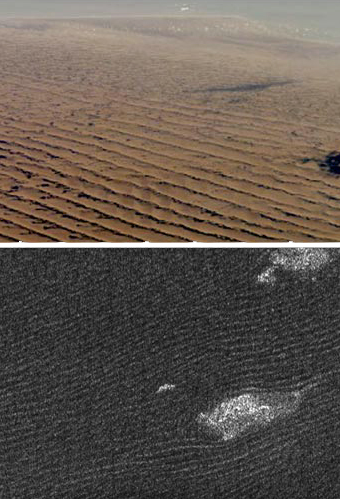
Dune de nisip din Deșertul Namib, Pământ (sus), comparativ cu dunele din Belet, Titan

În primele imagini de la începutul anilor 2000 ale suprafeței lui Titan luate de telescoapele aflate pe Pământ s-au observat regiuni mari de teren întunecat întinzându-se de-a lungul ecuatorului lui Titan. Înainte de sosirea sondei Cassini s-a considerat că aceste regiuni ar conține mări de materii organice, cum ar fi gudron sau hidrocarburi lichide. Imaginile radar captate de sonda Cassini au arătat că aceste regiuni sunt câmpii întinse acoperite de dune de nisip longitudinale, de până la 330 de metri înălțime, de cca. un kilometru lărgime și cu de la zeci la sute de kilometri lungime. Se crede că dunele longitudinale (sau liniare) sunt formate de vânturi moderate variabile care bat fie într-o direcție sau alternativ din două direcții diferite. Dunele de acest tip sunt întotdeauna aliniate după direcția medie a vântului. În cazul satelitului Titan, vânturile stabile zonale (spre est) se combină cu vânturile variabile mareice (de aproximativ 0,5 metri pe secundă). Vânturile mareice sunt rezultatul forțelor de atracție ale planetei Saturn asupra atmosferei lui Titan, forțe ce sunt de 400 de ori mai puternice decât forțele mareice ale Lunii pe Pământ și au tendința de a conduce vântul spre ecuator. Acest model al vântului provoacă dune de nisip construind linii lungi paralele aliniate de la vest spre est. Dunele își schimbă orientarea lângă munți, deoarece și direcția vântului se modifică.
Nisipul de pe Titan s-ar fi putut forma atunci când metanul lichid a plouat și a erodat roca înghețată de bază, posibil sub forma unor viituri torențiale. O altă variantă este că nisipul ar putea proveni de la substanțele organice solide produse de reacțiile fotochimice din atmosferă. Studii din mai 2008 asupra compoziției dunelor au arătat că acestea aveau mai puțină apă decât restul satelitului Titan și probabil că au apărut din agregarea materialelor organice după ce a plouat la suprafață.

## Observare și explorare

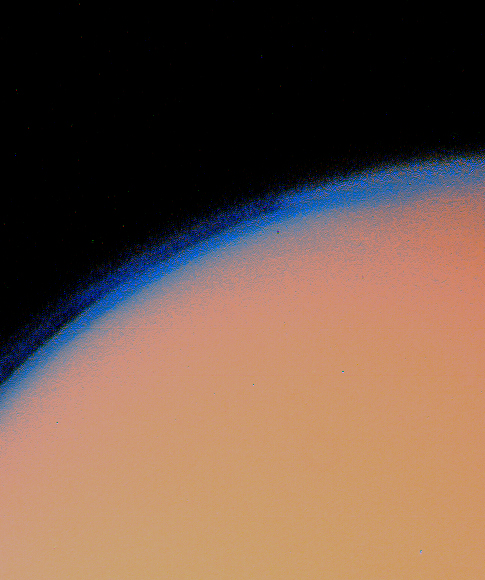
Vedere Voyager 1 a ceții pe marginea lui Titan (1980)

Titan nu este niciodată vizibil cu ochiul liber, dar poate fi observat cu telescoape mici sau cu un binoclu puternic. Observarea făcută de amatori este dificilă din cauza apropierii lui Titan de strălucitorul glob și de sistemul de inele al lui Saturn; o bară ocultantă, care acoperă o parte a ocularului și folosită pentru a bloca planeta strălucitoare, îmbunătățește considerabil vederea.  Titan are o magnitudine aparentă maximă de +8,2,  și o magnitudine medie de opoziție de 8,4.  Acest lucru se compară cu +4,6 pentru Ganymede care are dimensiuni similare, în sistemul jovian. 
Observațiile lui Titan înainte de epoca spațială au fost limitate. În 1907, astronomul spaniol Josep Comas i Solà a observat întunecarea marginii lui Titan, prima dovadă că corpul are o atmosferă. În 1944 Gerard P. Kuiper a folosit o tehnică spectroscopică pentru a detecta o atmosferă de metan. 

### Misiuni de zbor: Pioneer și Voyager
Prima sondă care a vizitat sistemul saturnian a fost Pioneer 11 în 1979, care a dezvăluit că Titan era probabil prea rece pentru a susține viața.  A făcut imagini cu Titan, inclusiv cu Titan și Saturn împreună la mijlocul și sfârșitul anului 1979.  Calitatea a fost depășită curând de cele două sonde Voyager. 
Titan a fost examinat atât de Voyager 1, cât și de 2 în 1980 și, respectiv, 1981. Traiectoria lui Voyager 1 a fost concepută pentru a oferi un zbor optimizat al lui Titan, în timpul căruia sonda spațială a fost capabilă să determine densitatea, compoziția și temperatura atmosferei și să obțină o măsurare precisă a masei lui Titan.  Ceața atmosferică a împiedicat fotograierea directă a suprafeței, deși în 2004 procesarea digitală intensivă a imaginilor făcute prin filtrul portocaliu al lui Voyager 1 a dezvăluit indicii ale caracteristicilor luminoase și întunecate cunoscute acum sub numele de Xanadu și Shangri-la,  care au fost observate în infraroșu de către telescopul spațial Hubble. Voyager 2, care ar fi fost deviat pentru a efectua zborul lui Titan dacă Voyager 1 nu ar fi putut, nu a trecut pe lângă Titan și a continuat spre Uranus și Neptun.  :94

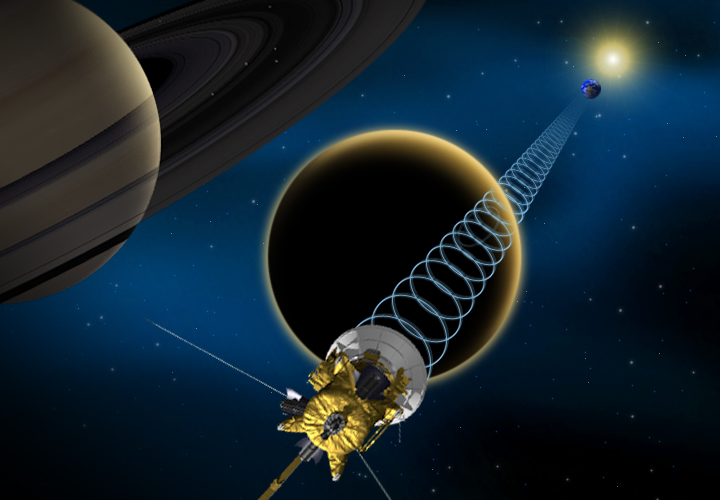
Studii cu semnal radio ale lui Titan făcute de Cassini în timpul unui zbor (conceptul artistului)

### Cassini-Huygens
Chiar și cu datele furnizate de sondele Voyager, Titan a rămas un corp de mister - un mare satelit învăluit într-o atmosferă care face dificilă observarea detaliată.
Sonda spațială Cassini-Huygens a ajuns la Saturn pe 1 iulie 2004 și a început procesul de cartografiere a suprafeței lui Titan cu ajutorul radarului. Un proiect comun al Agenției Spațiale Europene (ESA) și NASA, Cassini-Huygens sa dovedit a fi o misiune foarte reușită. Sonda Cassini a zburat pe lângă Titan pe 26 octombrie 2004 și a făcut imagini cu cea mai mare rezoluție vreodată cu suprafața lui Titan, cu doar 1.200 kilometri (750 mi), pete discernătoare deschise și închise care ar fi invizibile pentru ochiul uman. 
Pe 22 iulie 2006, Cassini a făcut primul zbor țintit, aproape, la 950 kilometri (590 mi) de Titan; cel mai apropiat zbor a fost la 880 kilometri (550 mi) pe 21 iunie 2010.  Lichidul a fost găsit din abundență la suprafață în regiunea polară nordică, sub forma multor lacuri și mări descoperite de Cassini. 

#### Aterizarea luiHuygens
Huygens a fost o sondă atmosferică care a aterizat pe Titan pe 14 ianuarie 2005,  descoperind că multe dintre formele sale de relief par să fi fost formate de fluide la un moment dat în trecut.  Titan este cel mai îndepărtat corp de Pământ care are o sondă spațială aterizată pe suprafața sa.
Sonda Huygens a aterizat chiar lângă vârful cel mai estic al unei regiuni strălucitoare numită acum Adiri. Sonda a fotografiat dealuri palide cu „râuri” întunecate care coboară spre o câmpie întunecată. Înțelegerea actuală este că dealurile (numite și zonele înalte) sunt compuse în principal din gheață. Compușii organici întunecați, creați în atmosfera superioară de radiația ultravioletă a Soarelui, pot ploua din atmosfera lui Titan. Ele sunt spălate pe dealuri de ploaia de metan și sunt depuse pe câmpii pe perioade de timp geologice. 
După aterizare, Huygens a fotografiat o câmpie întunecată acoperită de pietre mici și pietricele, care sunt compuse din gheață.  Cele două pietre chiar sub mijlocul imaginii din dreapta sunt mai mici decât ar putea părea: cea din stânga are 15 centimetri în diametru, iar cea din centru are 4 centimetri în diametru, la o distanță de aproximativ 85 centimetri de Huygens. Există dovezi de eroziune la baza rocilor, indicând o posibilă activitate fluvială. Suprafața solului este mai întunecată decât se aștepta inițial, constând dintr-un amestec de apă și gheață de hidrocarburi. 
În martie 2007, NASA, ESA și COSPAR au decis să numească locul de aterizare Huygens, Stația Memorială Hubert Curien în memoria fostului președinte al ESA. 

### Dragonfly
Misiunea Dragonfly, dezvoltată și operată de Laboratorul de Fizică Aplicată Johns Hopkins, va fi lansată în iunie 2027.   Este alcătuită dintr-o dronă mare alimentată de un RTG pentru a zbura în atmosfera lui Titan ca New Frontiers 4.   Instrumentele sale vor studia cât de mult ar fi putut progresa chimia prebiotică.  Misiunea este planificată să ajungă la Titan în 2034. 

### Misiuni propuse sau conceptuale

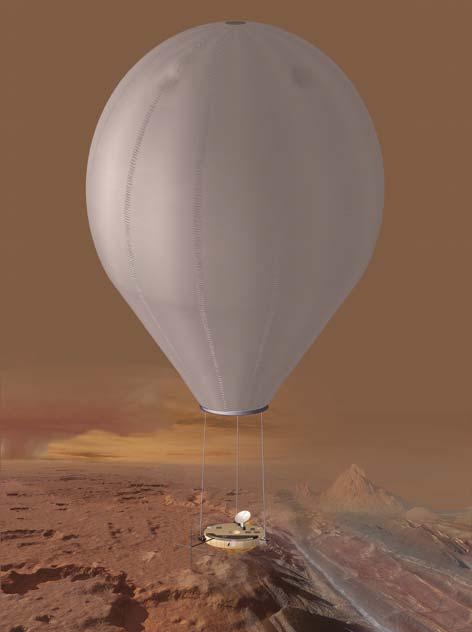
Balonul propus pentru Titan Saturn System Mission (redare artistică)

Au fost mai multe misiuni conceptuale propuse în ultimii ani pentru reîntoarcerea unei sonde spațiale robotizate către Titan. Lucrările conceptuale inițiale au fost finalizate pentru astfel de misiuni de către NASA (și JPL) și ESA. În prezent, niciuna dintre aceste propuneri nu au devenit misiuni finanțate. 
Titan Saturn System Mission (TSSM) a fost o propunere comună NASA/ ESA pentru explorarea sateliților lui Saturn.  Aceasta prevede un balon cu aer cald plutind în atmosfera lui Titan timp de șase luni. A concurat cu propunerea de finanțare Europa Jupiter System Mission (EJSM). În februarie 2009, sa anunțat că ESA/NASA au acordat prioritate misiunii EJSM înaintea TSSM. 
Propusul Titan Mare Explorer (TiME) a fost un dispozitiv de aterizare cu costuri reduse care ar cădea într-un lac din emisfera nordică a lui Titan și va pluti pe suprafața lacului timp de trei până la șase luni.    A fost selectat pentru un studiu de proiectare de fază A în 2011 ca o misiune candidată pentru cea de-a 12-a oportunitate a programului Discovery NASA , dar nu a fost selectat pentru zbor. 
O altă misiune către Titan propusă la începutul anului 2012 de Jason Barnes, om de știință la Universitatea din Idaho, este Aerial Vehicle for In-situ and Airborne Titan Reconnaissance (AVIATR): un avion fără pilot (sau dronă) care ar zbura prin atmosfera lui Titan și face imagini de înaltă definiție ale suprafeței lui Titan. NASA nu a aprobat suma solicitată de 715 milioane de dolari, iar viitorul proiectului este incert.  
La sfârșitul anului 2012, firma de inginerie privată SENER și Centro de Astrobiología din Madrid au propus un design conceptual pentru o altă sondă de lac. Sonda conceptuală se numește Titan Lake In-situ Sampling Propelled Explorer (TALISE).   Diferența majoră față de sonda TiME ar fi că TALISE este conceput cu propriul sistem de propulsie și, prin urmare, nu s-ar limita la pur și simplu plutirea pe lac atunci când aterizează. 
Un concurent al programului Discovery pentru misiunea #13 este Journey to Enceladus and Titan (JET), un orbiter Saturn astrobiologic care ar evalua potențialul de locuibilitate al lui Enceladus și Titan.   
În 2015, programul NASA Innovative Advanced Concepts (NIAC) a acordat un grant de Fazaă II  unui studiu de proiectare al unui submarin Titan pentru a explora mările lui Titan.     

## Condiții prebiotice și posibilitatea vieții
Deși misiunea Cassini–Huygens nu a fost echipată pentru a găsi dovezi ale biologiei sau organicii complexe, ea a arătat că pe Titan se află un mediu similar în multe feluri cu cel teoretizat pentru Pământul primordial. Cercetătorii cred că atmosfera primordială a Pământului era similară în compoziție cu atmosfera prezentă pe Titan, o excepție importantă fiind prezența lacurilor cu vapori de apă de pe Titan. Satelitul este considerat de unii oameni de știință ca o posibilă gazdă pentru viața extraterestră microbiană sau, cel puțin, ca un mediu prebiotic bogat în compuși organici complecși.

### Formarea moleculelor complexe
Experimentul Miller–Urey și alte câteva experimente au arătat că într-o atmosferă similară celei de pe Titan, prin adăugarea de radiație ultravioletă, pot apărea molecule complexe și substanțele polimerice ca tolinii. Reacția începe cu disocierea azotului și metanului, formând hidrogen cianid și acetilenă. Alte reacții au fost studiate intensiv.
În octombrie 2010, Sarah Horst de la Universitatea Arizona a afirmat că a găsit cinci baze nucleotide – blocuri de construcție a ADN-ului și a ARN-ului – printre mulțimea de compuși care au apărut atunci când energia a fost aplicată într-o combinație de gaze similară celei din atmosfera lui Titan. Horst a găsit și aminoacizi, care sunt cărămizile de construcție a proteinelor. Sarah Horst a spus că este prima oară când bazele nucleotide și aminoacizii sunt găsiți într-un asemenea experiment, fără ca apa în stare lichidă să fie prezentă.

### Posibile habitate subterane
Simulările de laborator au dus la ideea că ar putea exista pe Titan destul material organic pentru a începe o evoluție chimică analogă cu cea de pe Pământ. În timp ce analogia implică prezența apei lichide pentru o perioadă mai mare decât s-a observat actualmente, unele teorii sugerează că apa lichidă dintr-un impact ar putea fi conservată sub un înveliș înghețat și izolată astfel. S-a mai observat că oceanele de amoniac lichid ar putea să existe în adâncime, sub suprafață; un model fiind acela că o soluție de amoniac și apă s-ar afla la 200 de km sub crusta de apă înghețată, condiții extreme după standardele terestre dar care ar fi în stare să asigure supraviețuirea vieții pe Titan. Transferul de căldură dintre învelișurile interioare și superioare ar fi critice în susținerea vieții într-un ocean subteran. Detectarea vieții microbiene ar depinde de efectele sale biogenice. De exemplu, s-a examinat posibilitatea ca metanul atmosferic și azotul să fie de origine biologică.

### Metanul și viața la suprafață
S-a mai sugerat că viața ar putea exista în lacurile de metan lichid, asemănător organismelor de pe Pământ care trăiesc în apă. Asemenea creaturi ar inhala H2 în loc de O2, reacționând astfel cu acetilena în loc de glucoză și ar expira metan în loc de dioxid de carbon. În 2005, astrobiologul Christopher McKay a prezis că dacă viața metanogenică consumă hidrogen atmosferic în volum suficient, ea ar avea un efect măsurabil asupra raportului de amestec din troposferă.
Dovada existenței unei astfel de formă de viață a fost identificată în 2010 de către Darrell Strobel de la Universitatea Johns Hopkins: el a observat o super-abundență de hidrogen molecular în straturile superioare ale atmosferei, care duc la un debit de cădere cu o rată de 1025 de molecule pe secunde. Aproape de suprafață acest debit aparent dispare, posibil datorită consumării hidrogenului molecular de către forme de viață metanogenice. O altă lucrare publicată în aceeași lună a prezentat dovezile existenței insuficiente a acetilenei pe suprafața lui Titan, acolo unde cercetătorii se așteptau să se acumuleze acest compus; conform lui Strobel, acest fapt confirmă consistent ipoteza că acetilena este consumată de către forme de viață metanogenice. Chris McKay, cel care este de acord că prezența vieții constituie o explicație posibilă privind prezența sau absența hidrogenului și acetilenei, a avertizat că alte explicații sunt momentan mai plauzibile: rezultatele observate s-ar datora erorii umane sau prezenței la sol a unor catalizatori necunoscuți. De asemenea, McKay a precizat că acest catalizator, care ar fi activ la 95 K, ar fi în sine o descoperire surprinzătoare.
Există o dezbatere privind eficacitatea metanului ca mediu pentru viață în comparație cu apa; apa este de departe un solvent mult mai bun decât metanul, deoarece permite transportul mai ușor al substanțelor într-o celulă, dar reactivitatea chimică inferioară a metanului permite formarea mai ușoară a structurilor mari cum ar fi proteinele.

### Obstacole
În ciuda tuturor acestor posibilități biologice, există obstacole formidabile pentru viața pe Titan și orice analogie cu Pământul este inexactă. Aflat la o uriașă distanță față de Soare, Titan este rece, iar atmosfera sa este lipsită de CO2. Din cauza acestor dificultăți cercetători precum Jonathan I. Lunine l-au privit pe Titan mai puțin ca pe un habitat al vieții, considerându-l mai mult un experiment pentru examinarea teoriilor privind condițiile care prevalau înainte de apariția vieții pe Pământ. Dacă viața s-ar putea să nu existe pe Titan, condițiile prebiotice ale mediului și chimia organică asociată rămân de mare interes pentru înțelegerea istoriei timpurii a biosferei terestre. Utilizarea lui Titan ca pe un experiment prebiotic implică nu doar observații ale sondelor spațiale, dar și experimente de laborator și modelări chimice și fotochimice ale Pământului.

### Ipoteza panspermiei
A fost propusă de asemenea o explicație alternativă privind ipotetica existență a vieții pe Titan: dacă viața va fi găsită pe Titan, ar fi statistic mult mai probabil ca acesta să fie de pe Pământ decât să fi apărut independent, acest proces este cunoscut sub numele de panspermie. În teorie se consideră că impactul Pământului cu asteroizi mari și comete a dus la sute de milioane de fragmente de rocă încărcate cu microbi au evadat din gravitația terestră. Calculele indică că un număr dintre aceste fragmente s-ar afla pe multe corpuri din Sistemul Solar, inclusiv pe Titan. Pe de altă parte, Jonathan Lunine a argumentat că orice ființă vie care ar trăi în lacurile hidrocarbonice criogenice ale lui Titan ar trebui să fie atât de diferite chimic față de viața de pe Pământ, încât nu ar fi posibil ca una să fi fost strămoșul celeilalte.

### Condiții viitoare
Condițiile de pe Titan ar putea deveni mai habitabile în viitor. Peste 6 miliarde de ani, când Soarele va deveni o gigantă roșie, temperaturile la suprafață vor crește la ~200 K (−70 °C), atât cât este nevoie pentru ca oceane stabile de amestec de apă și amoniac să existe la suprafață. Pe măsură ce radiația ultravioletă a Soarelui va descrește, ceața din atmosfera superioară a lui Titan se va destrăma, oprind anti–efectul de seră la suprafață și permițând ca efectul de seră creat de metanul atmosferic să joace un rol mai mare. Aceste condiții vor crea împreună un mediu agreabil pentru forme de viață exotice și va persista câteva sute de milioane de ani. Această perioadă a fost însă suficientă pentru ca viața simplă să evolueze pe Pământ, totuși prezența amoniacului pe Titan ar face ca aceste reacții chimice să aibă loc mai lent.